# 泰米尔·伯内特
泰米尔·伯内特（荷蘭語：Taymir Burnet，1992年10月1日—），荷兰男子田径运动员，2018年欧洲田径锦标赛男子4×100米接力铜牌得主、2022年世界室内田径锦标赛男子4×400米接力铜牌得主、2024年世界室内田径锦标赛男子4×400米接力铜牌得主。